# 紫小溪蟹
紫小溪蟹（学名：Tenuipotamon purpura）为溪蟹科小溪蟹属的动物。在中国大陆，分布于云南等地，多生活于溪流旁泥洞中。其生存的海拔范围为1500至2000米。